# シドニー・ローム
シドニー・ローム（Sydne Rome, 1951年3月17日 - ）は、アメリカ合衆国オハイオ州アクロン生まれの女優である。イタリアでの映画出演が多い。彼女の名前はよく間違ってSydneyとかSidneyと表記される。瞳は深いブルー。

## 人物・来歴
1951年（昭和26年）3月17日、オハイオ州の裕福な家庭に生まれる。ロシア系とユダヤ系の血をひく。13歳の頃より演劇に興味を持ち、大学の演劇科に進学。1968年の米・仏・伊の合作映画『キャンディ』の主役に応募するため、オーディションを受けたが「あまりも美しすぎる」と理由で落とされた。意を決したシドニーは帰国せず、当時マカロニ・ウェスタンに沸くイタリアに渡り、念願叶い1969年（昭和44年）、ジュリアーノ・ジェンマ主演の『荒野の大活劇』の端役で映画デビューした。しかしはるばる大西洋を越えて外国に来たのに端役が悔しく、必死にイタリア語を覚えた。この時期にアルバイトでファッションモデルをやった。1972年のロマン・ポランスキー監督のブラック・コメディ『Che?』は、日本では公開されなかったが、イタリアの大スター・マルチェロ・マストロヤンニとともに主役に抜擢され、公開と同時に大きなセンセーションを捲き起こし、以降出演オファーが殺到した。この映画のスチル写真家だったエミリオ・ラーリと恋に落ち1973年（昭和48年）8月、結婚するが、のちに離婚している。離婚理由は「あまりに美男子なので、一緒にいるとコンプレックスを感じる」だった。ラーリの撮ったポートレートが巡り巡ってアラン・ドロンの許に届き、ドロンと共演した1974年の『個人生活』で日本でも知名度を上げた。『個人生活』のキャンペーンで初来日した際、記者会見で聞かれてもいないのに、このような私生活から過去の恋愛までペラペラ喋り、付き添いを慌てさせた。離婚後はフランスパリに住み、当時のフランスでは、ドロンやミレーユ・ダルク、ジャン・ギャバンなど、映画スタアのレコーディングが流行ったことから、シドニーもシャンソンのレコードを発売している。
モデル出身で70年代中心に、アメリカ人ではあるがハリウッドよりもヨーロッパ方面で活躍をした。
1987年（昭和62年）5月20日、ロベルト・バルナベイと結婚、のちに2児をもうける。
1980年代前半はヨーロッパで歌手としても活躍。当時のエアロビ・ブームに乗り、エアロビックダンスのビデオ、レコードも発売した。
1988年（昭和63年）、『アナザーウェイ D機関情報』で日本映画にも出演した。

## 代表作
- 電撃!スパイ作戦 Some Girls Do (1969)
- 荒野の大活劇 Vivi o, preferibilmente, morti (1969)
- ポランスキーの 欲望の館 What? (1972)
- 暗殺指令・虎狼の手口 Order to Assassinate (1974)
- 個人生活 La race des 'seigneurs'  (1974)
- 尻たたき La sclacciata (1974)
- 危険なめぐり逢い Jeune fille libre le soir (1975)
- ラッキー・タッチは恋の戦略 That Lucky Touch (1975)
- ブルース・ダーンのザ・ツイスト Folies bourgeoises (1976)
- ポール・ポジション Formula uno, febbre della velocità (1976)
- ジャスト・ア・ジゴロ Schöner Gigolo, armer Gigolo (1978)
- ホセ・カレーラスの悲恋のアリア Romanza final (1986)
- アナザーウェイ D機関情報 (1988)
- Il figlio più piccolo (2010)